# Лігота-Мала (Опольське воєводство)
Лігота-Мала (пол. Ligota Mała, нім. Klein Ellguth) — село в Польщі, у гміні Польська Церекев Кендзежинсько-Козельського повіту Опольського воєводства.
Населення — 174 особи (2011).

## Демографія
Демографічна структура станом на 31 березня 2011 року:
|          | Загалом | Допрацездатний вік | Працездатний вік | Постпрацездатний вік |
| -------- | ------- | ------------------ | ---------------- | -------------------- |
| Чоловіки | 86      | 12                 | 62               | 12                   |
| Жінки    | 88      | 18                 | 50               | 20                   |
| Разом    | 174     | 30                 | 112              | 32                   |